# Paengseong-eup
Paengseong-eup (koreanska: 팽성읍) är en köping i den nordvästra delen av Sydkorea, 70 km söder om huvudstaden Seoul. Den ligger i kommunen Pyeongtaek i provinsen Gyeonggi. 
I Paengseong-eup ligger USA:s största militärbas utanför USA, Camp Humphreys med militärflygplatsen  Desiderio Army Airfield.